# フィリコ ジュエリーウォーター
フィリコジュエリーウォーターは、装飾ガラスびんに天然水を充填した商品である。

## 概要
スワロフスキークリスタルなどで装飾したガラスびんに、神戸布引の地下800メートルにある花崗岩層からの湧水である天然水を充填した商品で、主にプレゼントとして用いられている。

## 商品ラインナップ
レギュラーボトル（定番ボトル）
- Fillico 720ml（フィリコ）
- Fillico Primo 720ml（フィリコ プリモ）
- Fillico Mini300ml（フィリコ ミニ）

限定ボトル